# Defensieschool
Voor de Nederlandse militairen die in Duitsland verblijven heeft het ministerie van Defensie op vijf locaties voor onderwijsvoorzieningen gezorgd. Op deze zogenoemd defensiescholen werken Nederlandse leerkrachten en wordt er gewerkt met Nederlandse methodes. Er zijn vier basisscholen, een school voor voortgezet onderwijs en een school die beide soorten onderwijs aanbiedt. 
Er zijn scholen in Rodenbach, Neustadt an der Weinstraße, Millich (Hückelhoven), Münster en Zeven (district Rotenburg (Wümme)). De kazerne Seedorf bevindt zich op 7 kilometer van Zeven. Vanwege het grote aantal militairen is in Zeven ook de enige middelbare school gevestigd. Naast deze PWA-school is er ook de ONS-basisschool. De Prins Willem Alexander-school (PWA) heeft niet alleen onder- en bovenbouw VMBO, maar ook de onder- en bovenbouw van de havo en het atheneum.
De Belgische scholen in Duitsland werden gesloten bij het terugtrekken van de militairen in 2003. Het waren evenwel geen scholen van het ministerie van defensie, maar gemeenschapsscholen met een speciaal statuut. De bekendste was die van Bensberg.
De scholen in Zeven zijn samen met de kazerne nu gesloten.